# Alopeus

herb Alopeus

herb fińskich Alopeusów według heraldry.ws

Alopeus (Alopaeus) – polski herb szlachecki, nadany w zaborze rosyjskim.

## Opis herbu
W polu błękitnym skos złoty między dwoma medalionami z profilem mężczyzny srebrnymi. Na nim klucz czarny w skos, zębami w prawo. Klejnot: nad hełmem, na zawoju błękitno-złotym zamiast korony, łabędź wzlatujący, srebrny, z gwiazdą złotą nad głową. Labry błękitne, podbite złotem.

## Najwcześniejsze wzmianki
Nadany z tytułem hrabiowskim w Królestwie Polskim w 1820 roku Dawidowi Alopeusowi i jego potomkom, dyplomacie fińskiego pochodzenia w służbie rosyjskiej za uregulowanie granic Królestwa z Prusami. Według Tadeusza Gajla, Dawid Alopeus otrzymał jedynie indygenat w roku 1820, co sugerowałoby, że rodzina Alopeus pieczętowała się tym herbem wcześniej. Stoi to w sprzeczności ze stroną internetową heraldry.ws która podaje dla fińskiej rodziny Alopeus inny herb (w polu srebrnym lis czerwony, biegnący). Sugerowałoby to, że Alopeus nie otrzymał indygenatu ze swoim dotychczasowym herbem, ale wraz z tytułem nadano mu zupełnie nowy.
Według Armoires general J.B.Rietstapa kurlandzka rodzina Alopaeus otrzymała podobny herb 2 września 1772. Nie jest wyjaśnione (Rietstap podaje bardzo lakoniczne opisy) czy chodzi o nobilitację czy nadanie lub udostojnienie herbu. Kolejne wymienione w tym herbarzu rodziny o tym nazwisku, to rodziny fińskie, z podobnym herbem, tytuł barona - 10 listopada 1819, hrabiego - 12 maja 1820, oraz rodzina z herbem z lisem biegnącym.

## Herbowni
Dawid Alopeus.